# Volvo LV60
Volvo LV60 är en lastbil, tillverkad av den svenska biltillverkaren Volvo mellan 1929 och 1932.

## Historik
Volvo hade snart insett att företagets första fyrcylindriga sidventilsmotor var alltför liten och tog därför fram en kraftigare sexcylindrig motor för sina person- och lastbilar. Den nya lastbilen LV60 presenterades sommaren 1929.  Bortsett från den större motorn och en fyrväxlad växellåda var den identisk med företrädaren LV Typ 2.

## Motorer
| Modell  | Årsmodell | Motor                 | Cylindervolym | Effekt | Bränslesystem   |
| ------- | --------- | --------------------- | ------------- | ------ | --------------- |
| LV60-65 | 1929-31   | DB: 6-cyl radmotor sv | 3010 cm³      | 55 hk  | Enkel förgasare |
| LV60-65 | 1932      | EB: 6-cyl radmotor sv | 3366 cm³      | 65 hk  | Enkel förgasare |